# Tamara Lukasheva

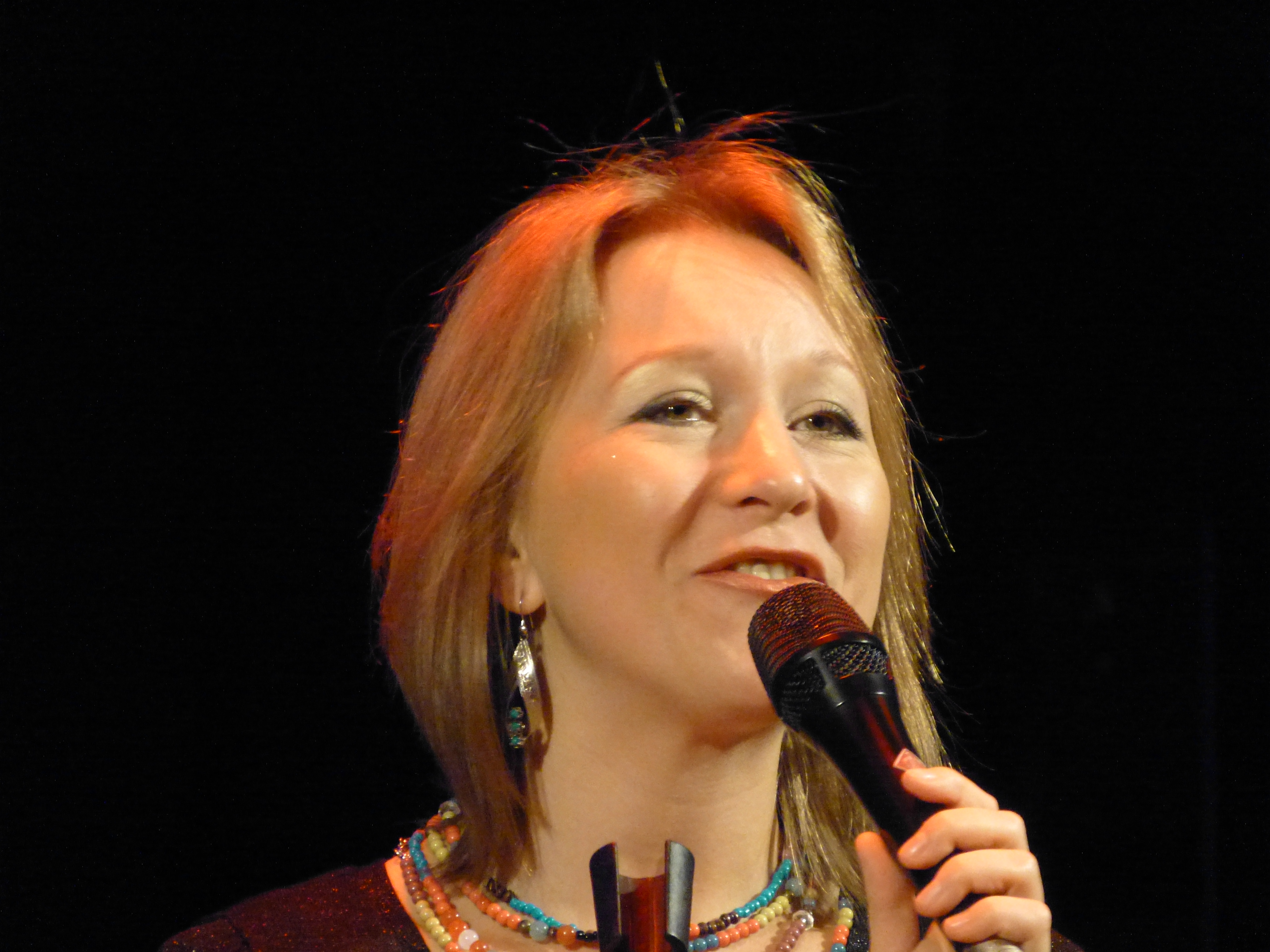
Tamara Lukasheva
(2015 im ARTheater Köln)

Tamara Lukasheva (* 16. April 1988 in Odessa, Ukraine) ist eine ukrainisch-deutsche Jazzmusikerin und Bandleaderin (Gesang, Piano, Komposition).

## Leben und Wirken
Lukasheva stammt aus einer Musikerfamilie: Ihre Mutter ist Pianistin im klassischen Fach und ihr Vater spielt Saxofon im Jazz. Zwischen 2003 und 2007 studierte Lukasheva am Musik Kollege in Odessa, zwischen 2010 und 2015 an der Hochschule für Musik und Tanz Köln.(Bachelor) und zwischen 2015 und 2018 Master. Als sie noch in der Ukraine lebte, trat sie mehrmals auf dem internationalen Jazzfestival Jazz-Carnival in Odessa, dem International Festival Varna’s Summer in Bulgarien und dem Festival Jazz Koktebel zwischen 2008 und 2010 auf.
Lukasheva zog 2010 nach Köln und gründete dort ihr Quartett mit Sebastian Scobel, Jakob Kühnemann und Dominik Mahnig. 2012 und 2013 gehörte sie zum Bujazzo, mit dem sie auch aufnahm (25). Weiterhin arbeitete sie mit Musikern wie Matthias Schriefl, Bodek Janke (mit dem sie 2013 auch mit der WDR Big Band Köln auftrat), Paul Hubweber & Jens Düppe (im Projekt Half Camouflage), Marc Brenken, Hans Lüdemann und Vadim Neselovsky. Lukasheva tourte nicht nur in der Ukraine (wo sie 2017 mit ihrem Quartett auf dem Alfa Jazz Fest auftrat) und in Deutschland, sondern auch in Bulgarien, Ungarn (mit dem Kollektiv Sung Sound), Italien sowie Mittelamerika. Auch trat sie mit Marie-Theres Härtel und Dee Linde als Kusimanten – die Cousinen von Netnakisum in Deutschland, Österreich, Albanien, Ägypten, Pakistan, Kasachstan und Thailand auf. Beim Moers-Festival 2020 gehörte sie zu Luise Volkmanns  Été Large. 2021 begleitete sie sich auf dem bei WismART erschienenen Soloalbum Gleichung auf fast allen Songs selbst als Pianistin. Im gleichen Jahr gründete sie ihre neues Trio mit Laurent Derache und Calvin Lennig.
2022 trat Lukasheva mit dem INSO Lviv, Internationales Symphonie Orchester Lviv, während der Cologne Jazzweek unter dem Dirigat von Yaroslav Shemet in Köln auf; dabei war sie zugleich Komponistin, Arrangeurin und Solistin.

## Preise und Auszeichnungen

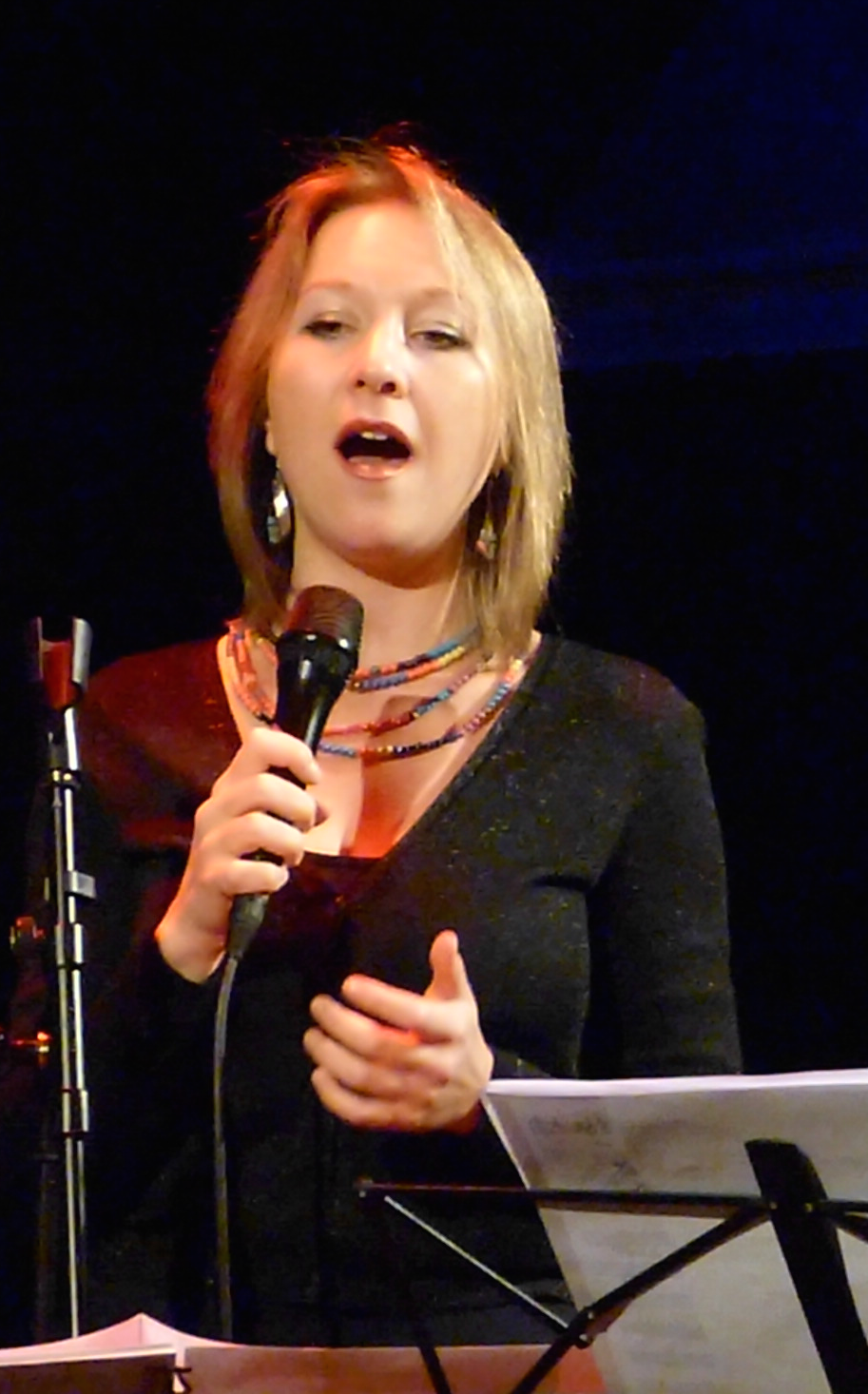
Tamara Lukasheva 2015

Lukasheva belegte 2009 den zweiten Platz beim DoDj-Wettbewerb anlässlich des International Jazz Festival der Ukraine, wo sie im Horizon Duo auftrat. 2014 gewann das Tamara Lukasheva Quartett den Jungen Deutschen Jazzpreis Osnabrück; 2015 wurde das Quartett zweiter beim niederländischen Wettbewerb Keep an Eye. Lukasheva ist Gewinnerin des Bujazzo-Kompositionswettbewerbs 2016. Mit ihrem Quartett gewann sie den Neuen Deutschen Jazzpreis 2017. 2018 wurde sie als „außergewöhnlich variable und ideenreiche Musikerin“ mit dem Horst-und-Gretl-Will-Stipendium ausgezeichnet. Lukasheva gewann den WDR Jazzpreis 2021 in der Kategorie „Komposition“. Beim Deutschen Jazzpreis erhielt das von Sebastian Gramss initiierte, bewusst politisch agierende Ensemble Hard Boild Wonderland, dem sie angehört, den „Sonderpreis der Jury“; sie wies in ihrer emotionalen Ansprache auf der Veranstaltung darauf hin, dass wegen des „grausamen Krieges“ in ihrem Heimatland nichts mehr so sei wie zuvor. 2023 verlieh ihr der Landesmusikrat Nordrhein-Westfalen die Silberne Stimmgabel.

## Diskographische Hinweise
- Matthias Schriefl & Tamara Lukasheva Matria (Unit Records 2014)[12]
- Patchwork of Time (Double Moon Records 2016, mit Sebastian Scobel, Jakob Kühnemann, Dominik Mahnig sowie Shannon Barnett und Liora Raps)[13]
- East Drive & Tamara Lukasheva Savka i Griska: A Journey to an Eastern European Childhood (Dreyer Gaido 2016, mit Vitaliy Zolotov, Philipp Bardenberg, Bodek Janke)
- Kusimanten Bleib ein Mensch (Leo Records 2017, mit DeeLinde, Marie Theres Härtel)
- Homebridge (Traumton Records, 2019), mit Dominik Mahnig, Jakob Kühnemann, Sebastian Scobel
- Gleichung (wismART 2021)
- Tamara Lukasheva & INSO Lviv Orchestra: Anima (Tangible Music 2024)

## Weblinks

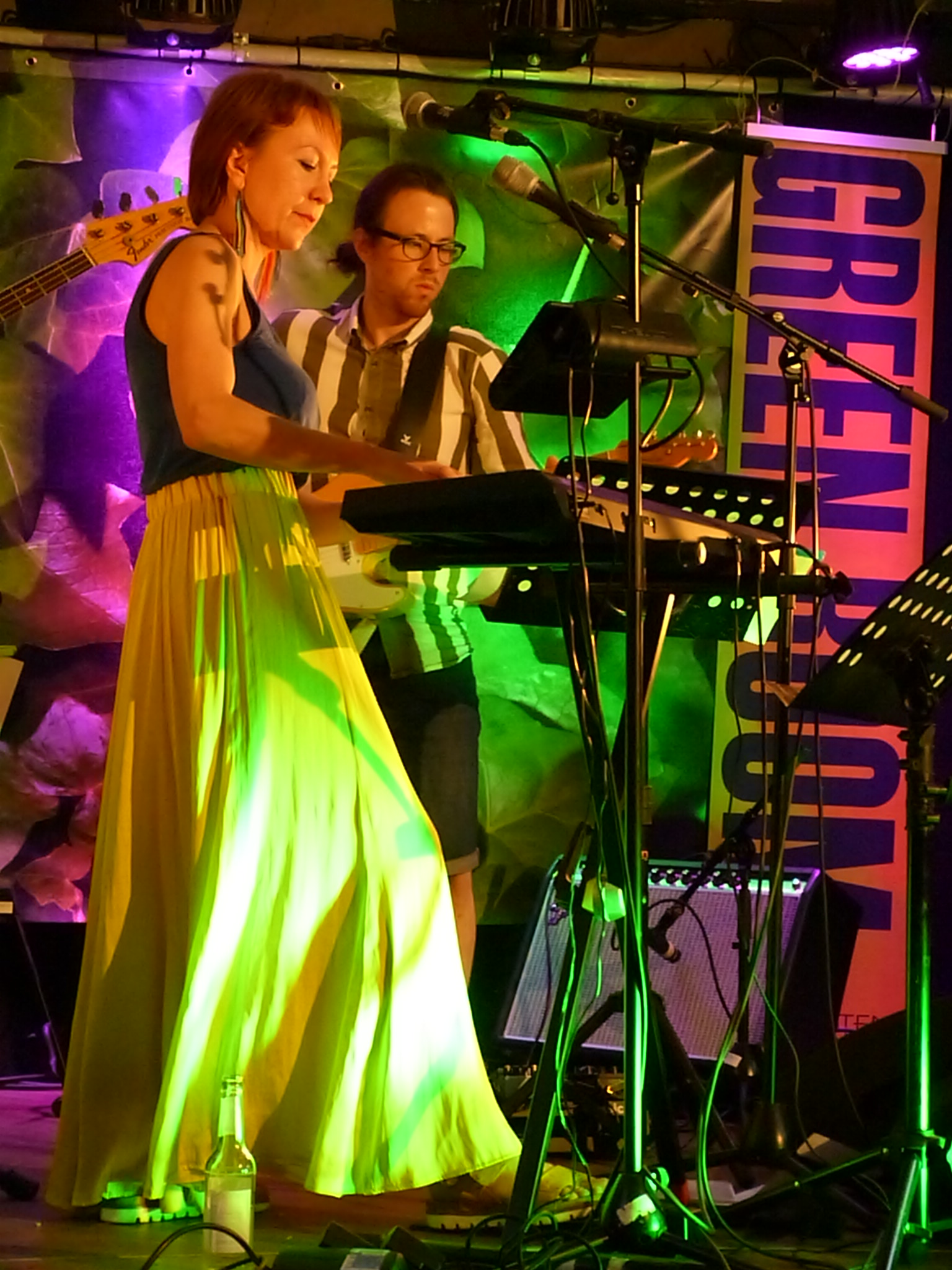
Tamara Lukasheva 2020
(im Green Room des Stadtgartens Köln)